# Острова Прибылова
Острова́ Прибыло́ва (англ. Pribilof Islands) — четыре вулканических острова в Беринговом море. В административном отношении входят в состав штата Аляска, США. Названы в честь открывшего их русского мореплавателя Гавриила Прибылова.

## География
Острова лежат в 320 км к северу от острова Уналашка и примерно на таком же расстоянии к юго-западу от ближайшей точки материка. Наиболее крупные острова:
- Св. Павла — 104 км²,
- Св. Георгия — 90 км².

Возле острова Святого Павла имеются необитаемые скалы:
- Оттер — 0,67 км²,
- Моржовый остров — 0,20 км².[2]

Общая площадь островов — 194,436 км². По данным переписи 2000 года на островах Св. Георгия и Св. Павла проживает 684 человека.

## История
В течение 1768, 1769, 1770 и части 1771 года штурман Гаврила Прибылов принимал участие в экспедиции под командованием Михаила Неводчикова в Беринговом море и северной части Тихого океана. Возвратившись из экспедиции, Прибылов составил записку, которая дошла до сведения императрицы Екатерины II и в которой сообщалось, что во время плавания Прибылов слышал из уст шамана на одном из Алеутских островов легенду, передававшуюся там из поколения в поколение. 30 октября 1771 года Прибылов попал на прием к Екатерине II и сам рассказал ей историю котиков, объясняя, почему он считает легенду достоверной. Выслушав Прибылова, императрица приказала снарядить экспедицию, явной целью которой было продолжение и расширение в Беринговом море открытий, сделанных Неводчиковым. На самом же деле предполагались поиски островов, где в изобилии водились котики. Весной 1773 года Прибылов вышел из Петропавловска-Камчатского в свою первую экспедицию, которая окончилась безрезультатно. Вторая экспедиция, как и первая, кончилась неудачей. Такой же исход был и у третьей, четвертой, пятой и многих других. В конце весны 1786 года Прибылов выходит в море восемнадцатый (!) раз. Плавание в тот год было, по его словам, особенно трудным, главным образом из-за тумана. На 22-й день плавания они, наконец, нашли остров, тонущий в реве морских котиков.
Известно, что на островах долгое время существовала крупная популяция каланов (морских бобров), впоследствии полностью выбитая добытчиками. С 1811 года бобров на островах больше не было.

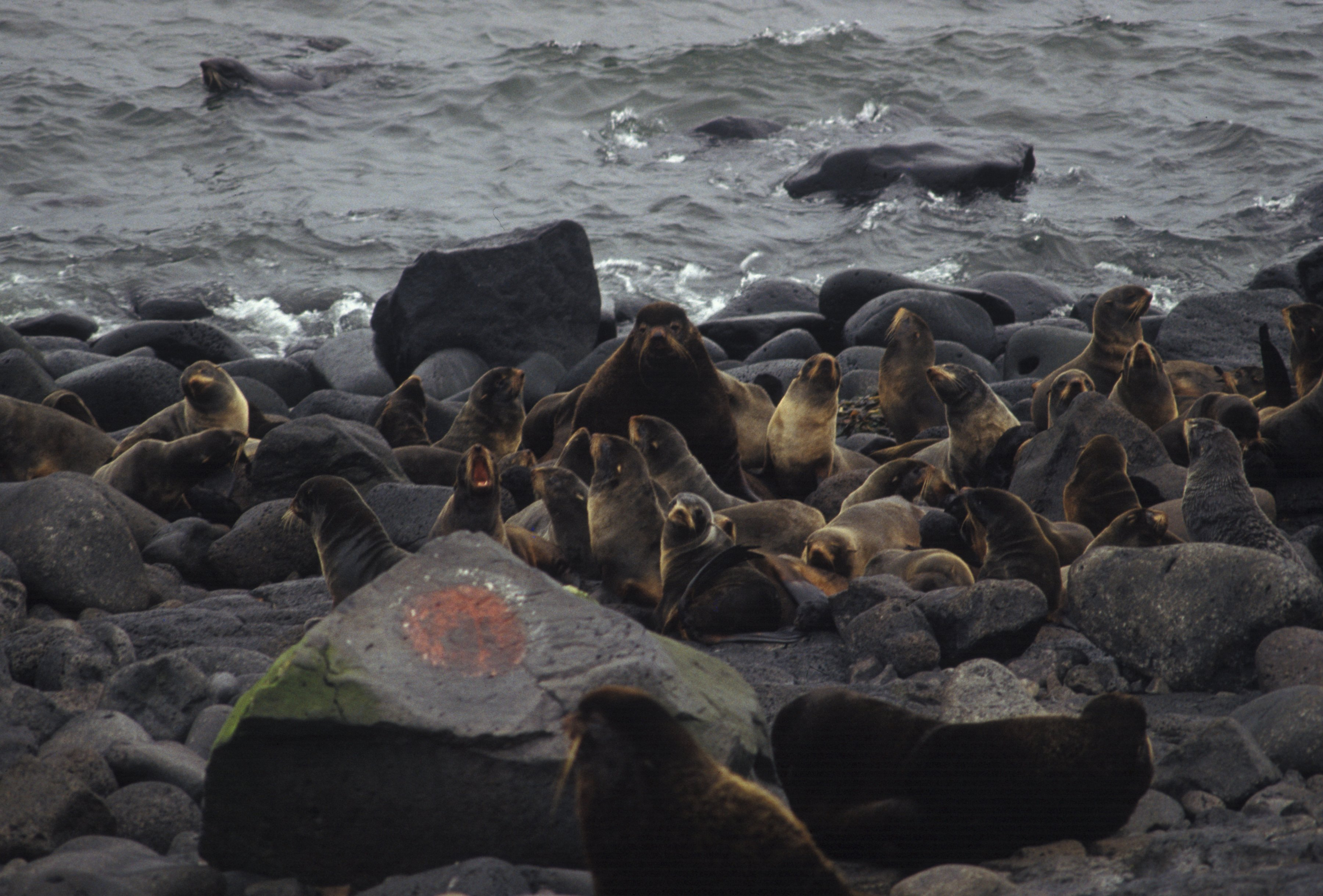
Лежбище морских котиков на острове Св. Павла.

Изначально острова были необитаемыми, но в связи со спросом на меха там стали поселяться добывавшие морских котиков алеуты. В 1867 году, вместе с продажей Аляски, острова перешли от России к США. В 1870—1890 годах правительство США сдавало острова в аренду Коммерческой компании Аляски; с 1890 по 1910 годы монополией по добыче мехов на островах владела Североамериканская коммерческая компания.
В 1911 году США, Канада, Россия и Япония подписали Конвенцию об охране морских котиков, ограничившую промысел в регионе. В соответствии с законом США от 1966 года, добыча котиков на островах Прибылова запрещена для всех, кроме проживающих там алеутов.
С 1980 года острова включены в состав Аляскинского морского национального заповедника.